# Encarsia formosa
Encarsia formosa är en stekelart som beskrevs av Charles Joseph Gahan 1924. Encarsia formosa ingår i släktet Encarsia och familjen växtlussteklar. Arten är reproducerande i Sverige. Inga underarter finns listade i Catalogue of Life.

## Bildgalleri

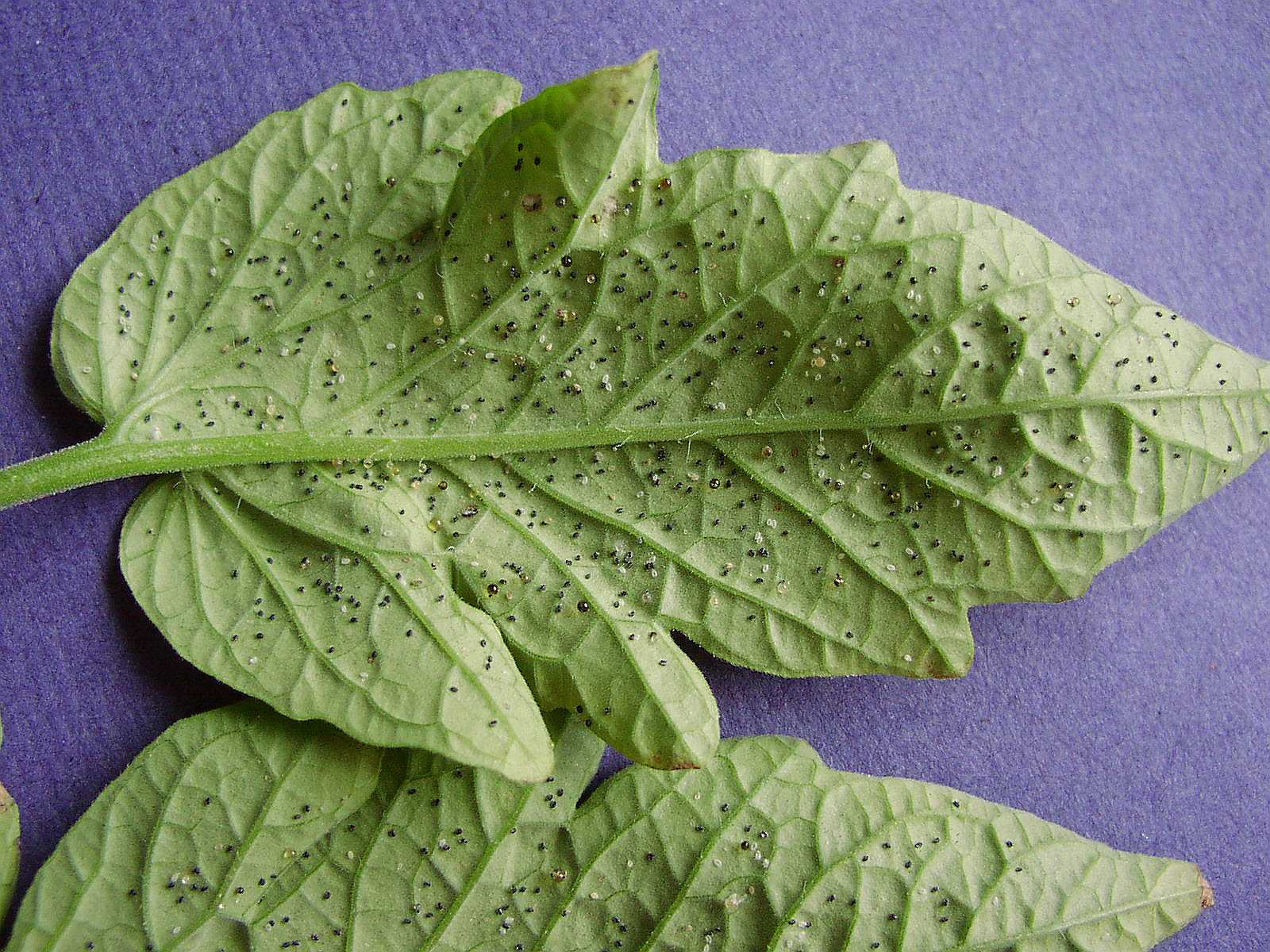
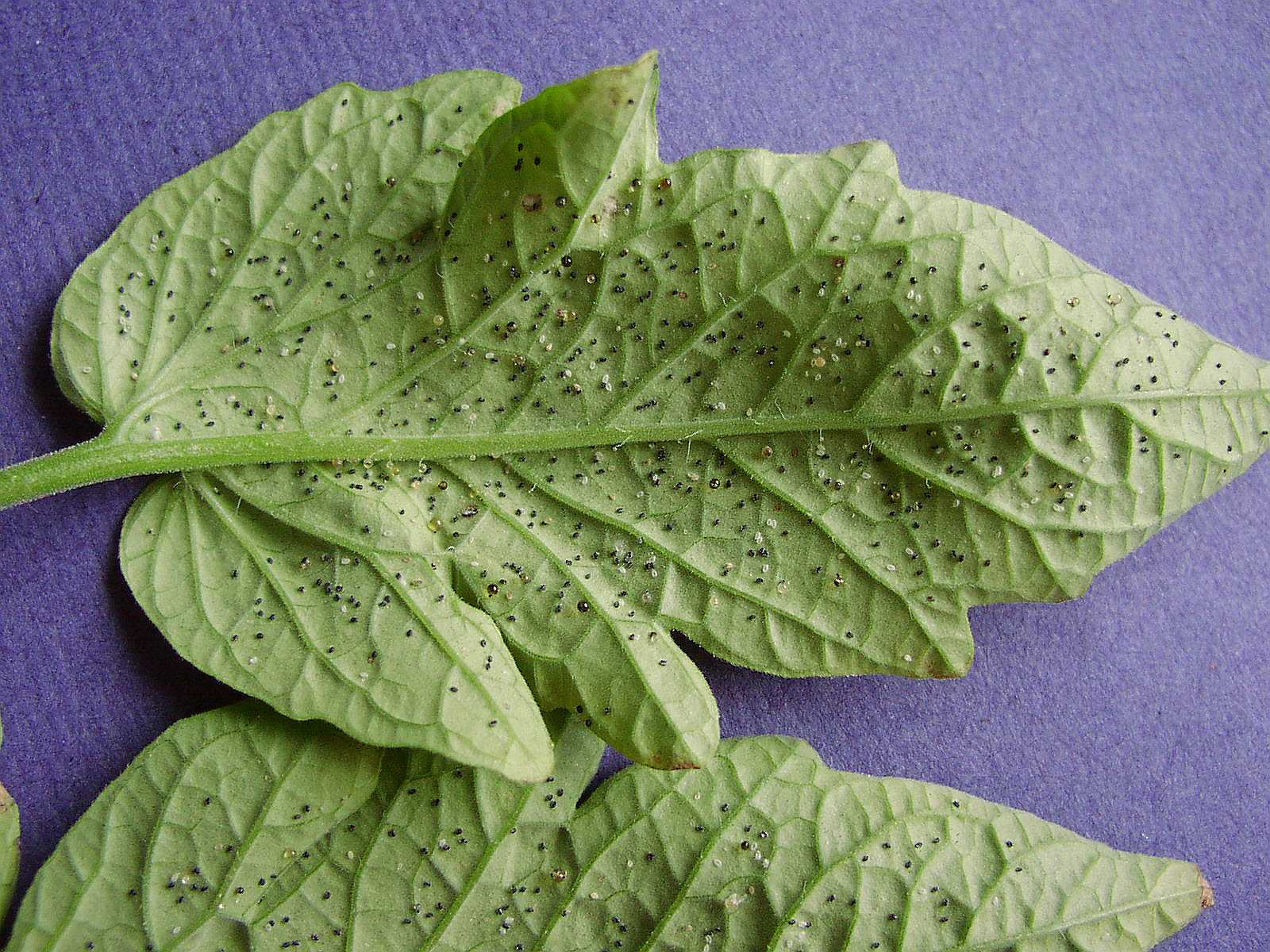